# Padasjoki
Padasjoki [ˈpɑdɑsjɔki] ist eine Gemeinde im Süden Finnlands und liegt 52 Kilometer nördlich von Lahti am See Päijänne. Der Ort wurde im Jahr 1442 erstmals urkundlich erwähnt.

## Wappen
Beschreibung des Wappens: „Im roten Schild ein silberner Topf mit eben solchen Henkel über einen zum Schildfuß verschobenen silbernen Wellenbalken“.

## Söhne und Töchter
- Adolf Ivar Arwidsson (1791–1858), Journalist, Schriftsteller und Historiker
- Juuso Pykälistö (* 1975), Rallyefahrer

## Distanzen
- 52 km nach Lahti
- 65 km nach Hämeenlinna
- 90 km nach Tampere
- 120 km nach Jyväskylä
- 150 km nach Helsinki